# Chancia
Chancia – miejscowość i gmina we Francji, w regionie Burgundia-Franche-Comté, w departamencie Jura.

## Położenie
Leży w górach Jura, u wylotu rzeki Bienne do zbiornika zaporowego Lac de Coiselet, utworzonego na rzece Ain.

## Demografia
Według danych na rok 1990 gminę zamieszkiwało 87 osób, a gęstość zaludnienia wynosiła 36 osób/km² (wśród 1786 gmin Franche-Comté Chancia plasuje się na 656. miejscu pod względem liczby ludności, natomiast pod względem powierzchni na miejscu 997.).